# Nicolás Gueilburt
Nicolás Gueilburt (1975) es un guionista argentino.

## Filmografía como guionista
- Terror 5 (2016)
- Los nuestros (serie de televisión, 2015)
- El Hijo Buscado (2014)
- Arrepentidos (serie de televisión, 2014)
- Embajadores de la mafia (miniserie, 2014)
- Temple de Acero (miniserie, 2013)
- La araña vampiro (2012)
- El Representante de Dios (2011)
- Confesiones de un Sicario (documental, 2010)
- Mitos, crónicas del amor descartable (miniserie, 2009)
- Democracia: Crónica de la transición (documental, 2008)
- Pancho Villa aquí y allí (2008)
- Los paranoicos (2008)
- El asesinato de Trotsky  (2007)
- Operativo Soberanía (2006)
- El Golpe (crónica de una conspiración) (documental, 2006)
- Sangrita (también productor; 2004)
- El bonaerense (2002)